# 2º Gruppo volo
Il II Gruppo è un gruppo di volo trasporti, inquadrato nella 46ª Brigata aerea dell'Aeronautica Militare. Ha origine dal 2º Gruppo caccia della Regia Aeronautica.

## Storia

### Prima guerra mondiale
Allo scoppio della prima guerra mondiale, nel dicembre 1914, il II Gruppo squadriglie con sede a Torino era formato dalla 5ª Squadriglia da ricognizione e combattimento, 6ª Squadriglia da ricognizione e combattimento e 8ª Squadriglia da ricognizione e combattimento Nieuport.
Si mobilita nel 1915 (dopo il mese di maggio) all'Aeroporto di Udine-Campoformido con la 6ª, 7ª Squadriglia da ricognizione e combattimento e 8ª Nieuport al comando del Capitano osservatore Lelio Gaviglio alle dipendenze della 2ª Armata.
Riceve dal I Gruppo la 2ª Blériot che poco dopo si scioglie, cede la 6ª al III Gruppo e riceve la 9ª Squadriglia da ricognizione e combattimento Farman operando fino a luglio con 7ª e 8ª Nieuport e 9ª Farman.
Il 17 agosto 1915 viene sciolta la 7ª viene ed il Gruppo è ad Udine con la 2ª e la 9ª Farman MF 1914 (variante del Farman MF.11 a Campoformido e la 8ª Nieuport a Clauriano di Palmanova attribuita alla 3ª Armata.
Dopo lo scioglimento delle squadriglie Nieuport rimane con la 9ª Farman ed il 25 settembre riceve la 6ª Farman che il 7 ottobre va a Chiasiellis.
Il 31 gennaio 1916 riceve la 4ª Squadriglia da ricognizione e combattimento Farman ricognizione e combattimento di Pordenone.
Dopo il 18 febbraio Gaviglio cede il comando al cap. Ercole Capuzzo ed a marzo cede la 9ª al Gruppo per l'artiglieria.
Con il cambio dei nomi di tutte le squadriglie in aprile la 4ª diventa 29ª Squadriglia, la 6ª diventa 30ª Squadriglia ed al Gruppo arriva la 35ª Squadriglia Voisin.
Il 29 maggio cede la 30ª al III Gruppo ed il 15 agosto riceve la 27ª Squadriglia e il 1º ottobre la 76ª Squadriglia caccia Nieuport.
Fino al 1916 il reparto ha effettuato 811 ricognizioni, 654 voli caccia, 142 bombardamenti per complessive 3.366 ore di volo di guerra, perdendo 21 aerei per cause varie e rivendicando 4 vittorie (76ª Sq.).
Al 1º gennaio 1917 il Gruppo è formato da 27ª, 29ª, 30ª, 35ª e 76ª; il 2 marzo riceve la 24ª ed il 12 la 40ª Squadriglia e 22ª Squadriglia.
La 35ª si scioglie l'11 marzo ed il 10 aprile la 24ª e 29ª passano al 6º Gruppo caccia ed arriva la 41ª seguita il 21 aprile dalla 81ª Squadriglia aeroplani.
In aprile riceve anche la 21ª Squadriglia ed il 9 maggio la 41ª va al VI Gruppo.
In maggio il Gruppo è impegnato nella decima battaglia dell'Isonzo ed il 23 maggio compie un bombardamento di massa con 26 aerei scortati da 20 caccia.
Nella decima battaglia il gruppo compie 1.010 voli di guerra per 1.580 ore.
Il 15 luglio arriva la 132ª Squadriglia Pomilio, il 17 perde la 30ª Farman sciolta ed il 21 luglio la 27ª transita sui Pomilio.
Il 25 luglio arrivano la 33ª Squadriglia e 35ª S.P. e trasferisce la 76ª e 81ª al VI Gruppo rimanendo reparto da ricognizione.
Il 10 agosto cede la 35ª al VI Gruppo; il 2 settembre cede la 132ª al 10º Gruppo ed arriva la 133ª Squadriglia.
Il 14 settembre riceve la 114ª Squadriglia dal X Gruppo e cede la 33ª al 7º Gruppo autonomo caccia terrestre ed il nuovo comandante è il maggiore Gino Zanuso.
Ad ottobre la 27ª passa al 12º Gruppo caccia e riceve la 118ª Squadriglia; dal 25 ottobre torna la 132ª e la 118ª passa al V Gruppo ed il 3 novembre la 22ª passa al XII Gruppo.
Il 10 novembre il Gruppo del tenente colonnello Zanuso transita sotto il Comando di Aeronautica della 4ª Armata con le squadriglie a Casoni di Sedico.
Il 27 febbraio 1918 arriva la 3ª Sezione SVA del Campo di aviazione di Isola di Carturo ed a marzo la 113ª Squadriglia SAML passa al 9º Gruppo caccia e la 114ª SAML al XIX Gruppo.
Il comando di Gruppo si sposta prima a Trucca e da maggio a Marsango.
Il 30 giugno la 3ª Sezione SVA lascia il Gruppo ed arrivano la 27ª e 48ª SIA dal XII Gruppo e si sciolgono la 132ª e 133ª Pomilio.
Il Gruppo si sposta a Castello di Godego e l'11 luglio Zanuso lascia il comando al cap. Vittorio Giovine.
Dopo la vittoria del 4 novembre il 1º dicembre perde la 27ª e 48ª che si sciolgono ed arrivano la 21ª SAML la 57ª SVA e si sposta all'Aeroporto di Aviano al comando del magg. Djalma Juretigh.
Alla fine è composto dalla 21ª, 80ª Squadriglia caccia e 4ª Sezione SVA quando viene sciolto il 13 febbraio 1919.

### Guerra d'Etiopia
II II Gruppo ricognizione tattica della Regia Aeronautica, nasce il 1 novembre 1935 sull’aeroporto di Adi Ugri per ordine del Comando della III Brigata aerea nell'ambito della Guerra d'Etiopia formato da:
- 38ª Squadriglia;
- 41ª Squadriglia;
- 118ª Squadriglia.

Al 15 gennaio 1936 era all'Aeroporto di Axum e viene inquadrato nello Stormo aeroplani da ricognizione tattica.
Il Comando superiore Aeronautica AOI chiude il 18 dicembre 1937 il II Gruppo RT per l’AOI e la Squadriglia Ro.1 (IMAM Ro.1) libica per l’AOI vengono chiusi il 1 gennaio 1938.
Il nuovo 2º Gruppo caccia terrestre fu inquadrato il 15 gennaio 1936 nel neocostituito 6º Stormo caccia terrestre, presso l'aeroporto di Campoformido (UD).
Nel 1938 in Libia vi era il 2º Gruppo Aviazione Presidio Coloniale con la 23ª Squadriglia sugli IMAM Ro.1 ed i Caproni Ca.309 di El-Adem (poi Base aerea Gamal Abd el-Nasser), la 26ª Squadriglia sui Caproni Ca.309 all'Aeroporto di Berca e la 16ª Squadriglia Ro.1 di El-Adem.

### Seconda guerra mondiale
All’entrata in guerra dell’Italia (il 10 giugno 1940), il 2º Gruppo del 6º Stormo Caccia Terrestre era articolato sulla 150ª, 151ª e 152ª Squadriglia, equipaggiato con 34 Fiat C.R.32 e Caproni Ca.133, questi ultimi impiegati per il trasporto logistico del reparto e per i collegamenti. 
Inserito nella 4ª ZAT (zona aerea territoriale), era basato all'Aeroporto di Brindisi-Casale ed all'Aeroporto di Taranto-Grottaglie, con la 150ª Sqd. del cap. Tullio De Prato, la 151ª Sqd. del cap. Elio Fiacchino e la 152ª Sqd. del cap. Edoardo Tagliavini che disponevano di 9 CR 32 ognuna. 
Il Gruppo era al comando del magg. Giuseppe Baylon.
In Libia al 10 giugno 1940 vi era il 2º Gruppo Aviazione Presidio Coloniale comandato dal Ten. Col. Oreste Andrei sui Caproni Ca.309 di El-Adem (poi Base aerea Gamal Abd el-Nasser) con la 16ª e 23ª Squadriglia per l'Aviazione Ausiliaria per l'Esercito.
Nei primi mesi di guerra (da giugno a novembre 1940), il Gruppo fu impiegato in pattugliamenti nel settore del basso Ionio, accumulando molte ore di volo e potendo transitare così sui Fiat G.50 Freccia. 
La prima azione di guerra la ebbe tra l’8 e il 14 luglio 1940, in occasione della battaglia di Punta Stilo.

#### In Africa Settentrionale
Il 20 settembre 1940, diveniva Gruppo Autonomo, sempre al comando del magg. Baylon. 
Dal 28 ottobre, veniva impiegato in azioni nella Campagna italiana di Grecia con i G.50; la 150ª Sqd., era ancora equipaggiata con nove Fiat CR 32. 
Verso il settembre del 1940, perdeva la 151ª Sqd., destinata ad operare in Belgio con il C.A.I. (Corpo Aereo Italiano). 
A dicembre del 1940, il Gruppo si trasferisce in Africa, con la sua 150ª e 152ª Squadriglia, per un totale di 18 Fiat G.50 Freccia. 
Il 16 dello stesso mese, venne assegnata di rinforzo la 358ª Squadriglia, dotata anch’essa di nove Fiat G.50 Freccia e di un Caproni Ca.133.
Così, con un organico di ca. 27 aerei, passava in A.S.I. (Africa Settentrionale Italiana), prendendo base a Castel Benito (Aeroporto di Tripoli) tra il 21 e il 23 dicembre 1940. 
Da Castelbenito iniziò ad operare in missioni di difesa del porto di Tripoli e dintorni, iniziando da subito a far i conti con le difficili condizioni ambientali.
Dal 1º gennaio 1941, iniziò ad operare dalla base di Marana (Cirenaica) nel Deserto del Sahara, ad est di Tmassa che si trova 161 km a sud-est di Sebha, soprattutto in missioni offensive di mitragliamento e spezzonamento, scorta ad unità aeree e l’intercettazione. 
Nel febbraio 1941 rientrava a Castelbenito, dove finalmente i velivoli vennero dotati di filtri antisabbia, che risolsero solo in parte i problemi inerenti all’usura dei motori. Con nuovi Fiat G.50AS Freccia, il reparto ricominciava l’intensa attività di scorta e caccia.
Da marzo a giugno, i caccia, dalla base di El Ftehja (Cirenaica), vicino a Derna (Libia), assicurarono la scorta dei bombardieri Junkers Ju 87B-2/R-2 Stuka del leggendario Comandante Giuseppe Cenni, della 239ª Squadriglia, ma anche quelli tedeschi ed i Br 20 del 98º Gruppo. 
Il Gruppo poteva disporre di pochi velivoli, a causa del problema della manutenzione.
La zona di copertura era quella di Tobruk, Sollum e Sidi Barrani. 
In giugno forniva la copertura aerea anche alla 55ª Divisione fanteria "Savona", nella zona di Acroma nel distretto di al-Butnan.
Il 20 maggio 1941, diveniva definitivamente Gruppo Autonomo CT, visto che il 6º Stormo era passato in posizione “quadro”, ma gli aerei, solitamente, iniziavano a scarseggiare e solamente la 150ª Sqd. poteva essere impiegata con efficacia nel settore Cirenaico. 
L’11 luglio 1941, il reparto venne impiegato temporaneamente sulla base di Derna (Aeroporto di Martuba), da dove compì l'ultima missione, una scorta sulla rotta di andata e ritorno per Tobruk.
Senza più aerei in grado di volare, il 22 luglio 1941, il Gruppo venne rimpatriato.

#### Passaggio sui Reggiane Re.2001
Ebbe base a Treviso, e dopo alcuni mesi di inattività, il 26 dicembre 1941 la sua 152ª Squadriglia passò all'Aeroporto di Gorizia per iniziare il passaggio sui Reggiane Re.2001 Falco II. 
Alcuni piloti passarono a Ravenna, dove iniziarono a prelevare i primi aerei a Reggio Emilia. 
A Gorizia comunque i piloti ricevettero anche pochi Fiat C.R.42 Falco, da impiegare in missioni di caccia notturna e difesa territoriale.
Verso la metà di gennaio 1942 la 152ª Squadriglia venne raggiunta dal personale dalla 150ª Sqd. e subito dopo da quello della 358ª Sqd. La 150ª e 358ª Squadriglia erano state poste in posizione “quadro”, e riattivate solo nel marzo 1942, dopo che ricevette i Reggiane Re.2001. 
La 152ª Squadriglia intanto si stava occupando della conversione sui nuovi velivoli dei loro colleghi.
Nel marzo 1942 si ricostituiva ufficialmente a Ciampino il 2º Gruppo autonomo intercettori; qui i Re.2001, portavano l’emblema di Gruppo (il “Goletto”) e l’ogiva bianca, senza nessun distintivo di Squadriglia.
Ai primi di maggio il Gruppo, al comando del tenente colonnello Aldo Quarantotti, si trasferiva in Sicilia a Caltagirone con 18 aerei Re.2001, ricevendo il battesimo del fuoco sui cieli di Malta. 
Fu anche il battesimo del fuoco anche per i Re.2001 ed iniziano le scorte ai bombardieri, intercettazioni e missioni di caccia libera su Malta e dintorni.
Il 17 maggio del 1942, diciannove Re.2001 Falco II stavano compiendo una missione di scorta ad un singolo CANT Z.506 Airone, impiegato in un’operazione di soccorso sul Canale di Sicilia. 
La formazione aerea venne intercettata da sette Supermarine Spitfire decollati da Malta. 
Nel combattimento, furono abbattuti tre aerei inglesi, senza perdite per i cacciatori italiani; il solo Z.506 Airone, riportò alcuni danni.
Nel giugno dello stesso anno, era sempre a Santo Pietro di Caltagirone ed a metà dello stesso mese, circa quindici aerei passarono di base all'Aeroporto di Castelvetrano, per essere impiegati in attacchi contro le forze navali inglesi nel Mediterraneo. 
Quello stesso giorno veniva impiegato con 17 Re.2001 al comando di Quarantotti in una missione di scorta a 14 bombardieri Savoia-Marchetti S.M.79 Sparviero del 132º Gruppo AS, assieme a sette Macchi M.C.202 del 54º Stormo CT, mandati ad attaccare il convoglio inglese “Harpoon” nell'ambito della Battaglia di mezzo giugno. 
Questa formazione aerea, si scontrò con gli Hawker Hurricane di scorta al convoglio da bombardare.
Nello scontro, il Gruppo rivendicava l’abbattimento di 11 aerei nemici, con la perdita di un aereo, pilotato dal m.llo Treggia, recuperato successivamente da un peschereccio. 
Dopo attente valutazioni, gli abbattimenti reali da parte italiana furono 3.
Da luglio ad agosto 1942, la 150ª Squadriglia, utilizzò l'Aeroporto di Monserrato, mentre la 358ª Sqd., venne distaccata all'Aeroporto di Pantelleria da luglio a novembre.
Nell'ambito della Battaglia di mezzo agosto, ventisei Re.2001, comprendenti quelli del Gruppo e quelli della 362ª Squadriglia del 22º Gruppo autonomo caccia terrestre, vanno in azione il 12 agosto come scorta agli aerosiluranti; 2 sono dotati di bombe da 640 Kg partono pochi minuti dopo, indirizzati sulla flotta inglese da un CANT Z.1007 bis ed affiancati da 5 G.50. I 2 Re.2001 si dirigono verso la portaerei HMS Victorious (R38), come per effettuare un appontaggio. Una bomba cade in mare e l'altra sul ponte di volo, ma l'azione non è fortunata in quanto la bomba non fa niente, per poi cadere in acqua.
Il 14 agosto, 18 Re.2001 decollarono da Pantelleria per scortare tre aerosiluranti Heinkel He 111 diretti all’attacco del convoglio “Pedestal” insieme anche a quattro Messerschmitt Bf 109 tedeschi. 
Attaccati da alcuni Spitfire inglesi, tre Reggiane si staccarono dalla formazione impegnando i cacciatori inglesi e permettendo al resto dello stormo di proseguire. 
I tre caccia italiani vennero abbattuti, ed il comandante della Sezione, il maggiore Pier Giuseppe Scarpetta, ricevette la medaglia d'oro al valor militare alla memoria.
Intanto la 150ª Squadriglia veniva distaccata da prima a Monserrato (luglio) e poi nuovamente a Chinisia (agosto), venendo sciolta in settembre.
In agosto, il Gruppo ricevette temporaneamente la 362ª Squadriglia del 22º Gruppo che l’aveva distaccata a Monserrato.
Nel settembre, il reparto era all'Aeroporto di Lecce-Galatina, con distaccamenti nel Lazio, Toscana e Lombardia per la difesa delle città. 
In questo periodo, i suoi Re.2001 Falco II, erano affiancati da alcuni Fiat CR 42 Falco.
Al 1º novembre 1942, il Gruppo poteva disporre di 21 velivoli operativi su 31 in carico. 
Intanto la 358ª Squadriglia, da luglio a novembre 1942 era stata distaccata a Pantelleria, dove venne temporaneamente disattivata assieme a tutto il Gruppo l’11 novembre.

#### Ultimi mesi di guerra
Il 1º gennaio 1943, il reparto, in posizione “quadro” era comandato del magg. Francesco Tessari, con i piloti in addestramento presso il 1° NAI (Nucleo addestramento intercettori).
Nella primavera 1943, venne nuovamente riattivato come Gruppo Autonomo Intercettori, passando alla difesa del territorio ligure, inserito nel Comando Intercettore “Leone”. 
In questo periodo era composto dalla 152ª e 358ª Squadriglia, con comando di Gruppo a Genova, con circa 15 aerei tra Reggiane Re.2001 e Fiat CR.42. 
La 150ª Squadriglia invece era stata trasferita in Campania, venendo inquadrata nel 22º Gruppo intercettori del 42º Stormo. 
Il 9 maggio 1943 venne costituita la 156ª Squadriglia, che il 1º luglio andrà a sostituire la disciolta 358ª Squadriglia basata ad Alberga, prendendone la denominazione (e cioè 358ª Sqd.), con gli equipaggi che vennero ripartiti tra le unità della 1ª Squadra aerea, mentre i velivoli vennero ceduti al 160º Gruppo.
Alla fine di maggio, la 152ª Squadriglia, passava di base all'Aeroporto di Sarzana-Luni, al comando del Cap. Giacomo Metellini, mentre la 358ª Squadriglia, si spostava a Villanova d’Albenga (Aeroporto di Albenga), per la protezione delle aree di La Spezia e Genova, andando a sostituire le Sezioni Intercettori che su quelle basi furono sciolte il 23 maggio. 
La 156ª Squadriglia invece si trovava a Metato.
Nel giugno la 152ª Squadriglia ricevette quattro Reggiane Re.2001 nella versione armata con cannoni, ed a fine luglio, la stessa Squadriglia, ha compiuto circa 15 missioni notturne, terminate con un paio d’avvistamenti da parte dei CR.42 Falco.
In data 9 luglio 1943, nell'ambito dello Sbarco in Sicilia, il 2º Gruppo, poteva disporre di 18 CR.43 Falco, quattro Re.2001 Falco II e cinque Dewoitine D.520.
I primi due Dewoitine, giunsero al reparto il 15 maggio, e cioè quando il Gruppo assorbì la Sezione Intercettori di Villanova d’Albenga. Oltre a questa Sezione, incorporava anche quelle di Genova e di Sarzana. 
Di questi due Dewoitine, uno solo era in condizioni belliche efficienti.
Da far presente che il 20 luglio, la 358ª Sqd. (basata a Metato), cedette 12 suoi Dewoitine D.520 al 13º Gruppo caccia Autonomo, così in data 1º agosto poteva disporne solo di quattro e tutti non impiegabili. 
Con quest’aereo la 358ª non riuscì a raggiungere l’operatività bellica, radiando quelli rimasti alla fine dello stesso mese. 
Nel periodo che va dal 21 giugno all’11 luglio 1943, la 358ª Squadriglia fu basata a Sarzana.
Da precisare che i D.520, vennero impiegati solo dalla 156ª e 358ª Squadriglia.
La 358ª Sqd. non ha aver compiuto missioni notturne. 
Il bilancio del 2º Gruppo, come attività notturna, fu molto deludente, soprattutto per i piloti che dovevano operare con aerei inadatti al ruolo di caccia notturna, campi di volo disagevoli ecc.
Alla data dell’8 settembre del 1943, il 2º Gruppo Autonomo Intercettori era operativo con la 152ª di Sarzana con 3 RE 2001 e 4 CR 42 e 358ª Sqd. di Albenga su 7 CR 42 Falco e 6 Re.2001 Falco II (tutti inquadrati nella 358ª Sqd.), adibiti alla difesa territoriale della zona ligure.
Sempre ai primi di settembre il 2º Gruppo Autonomo Intercettori di Torino-Caselle aveva anche la 153ª Squadriglia, 154ª Squadriglia e 155ª Squadriglia.

#### Dopo l'armistizio
Dopo l'armistizio entra nell'Aeronautica Cobelligerante Italiana come 2º Gruppo Trasporti di stanza sull'Aeroporto di Lecce-Galatina con la 102ª Squadriglia e 103ª Squadriglia, rimase in servizio almeno fino al maggio 1945, data della cessazione delle ostilità, che lo colse sull'Aeroporto di Roma-Centocelle.
Nel biennio 1944-1945 operò nell'Aeronautica Nazionale Repubblicana il 2º Gruppo caccia "Gigi Tre Osei".

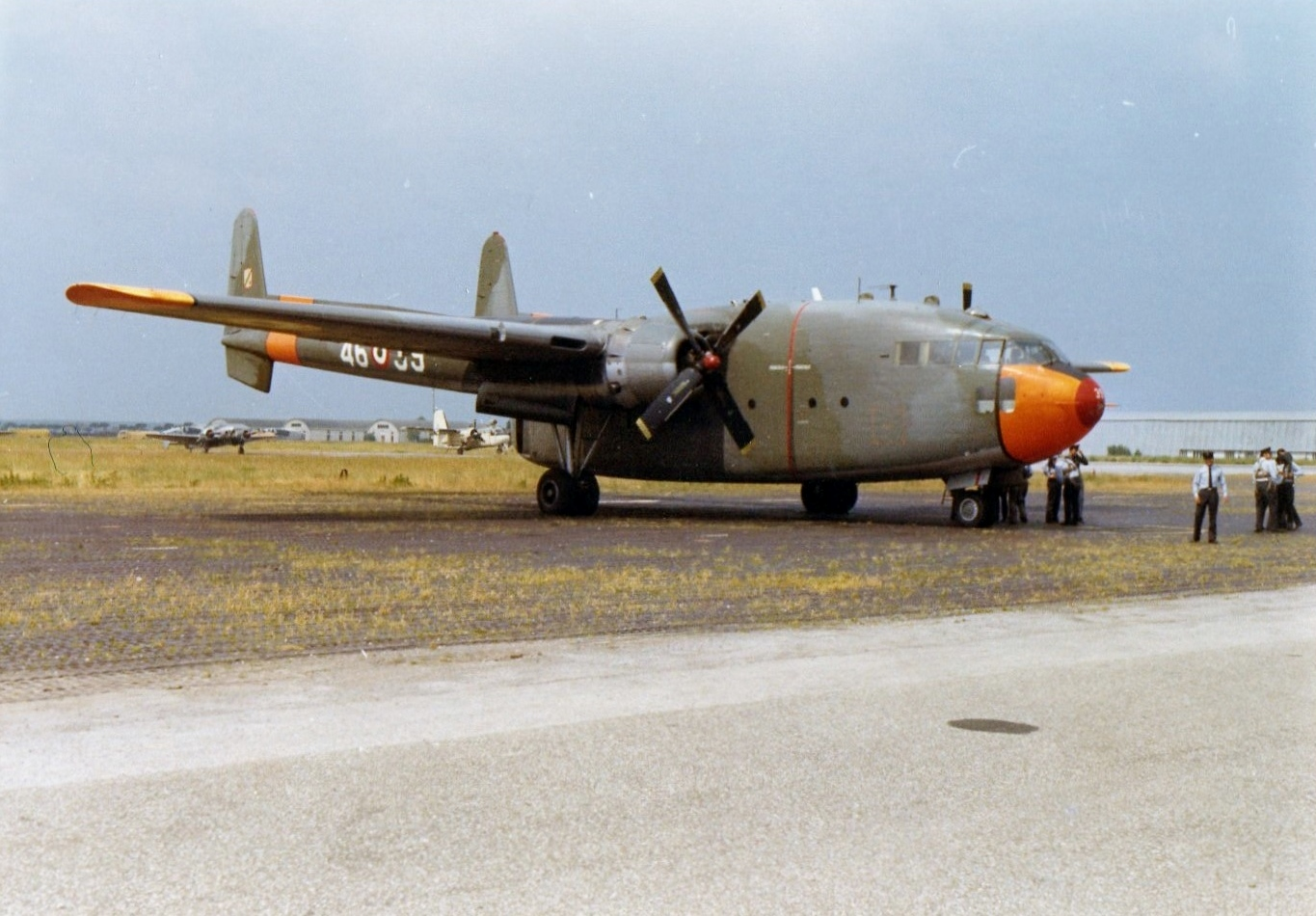
Un C-119 del 2º Gruppo nel 1971

### Nell'Aeronautica Militare
Fu ricostituito dall'Aeronautica Militare, nel 1949 all'Aeroporto di Roma-Centocelle, con il 2º Gruppo inquadrato nel 46º Stormo Trasporti. Nel 1953 viene dotato dei nuovi C-119 nella base di Pisa, ed entra nella Aerobrigata Trasporti Medi, che nel 1954 diviene la 46ª Aerobrigata Trasporti Medi.
Nel 1961 nel corso di una missione umanitaria in Congo, nell'eccidio di Kindu perse due equipaggi il Lyra 5 e il Lyra 33, con 13 caduti.
Nel 1979 viene equipaggiato con il velivolo G-222.
Il 2º Gruppo "LYRA" è uno dei tre Gruppi Volo della 46ª Brigata aerea (questa la denominazione dal 1985), e opera nel settore trasporti, aiuti umanitari, antincendio, utilizzando dal 2000 il velivolo quadrimotore Lockheed Martin C-130J ed in seguito anche il e C-130J-30 (versione allungata), svolgendo missioni in tutto il mondo in soccorsi umanitari, evacuazioni di popolazioni in difficoltà e trasporti sanitari, oltre che in ambito prettamente militare.